# Francesco Musoni
Francesco Musoni (San Pietro al Natisone, 21 novembre 1864 – Udine, 18 ottobre 1926) è stato un geologo e storico italiano.

## Biografia
Francesco Musoni nacque a Sorzento, nel comune di San Pietro al Natisone, da Antonio e da Teresa Tomasetig. 
Nel 1888 si laureò presso l'università di Padova. Da laureato si dedicò all'insegnamento; questa attività lo condusse per un breve periodo a Palermo e successivamente a Cuneo.  Nel 1892 ritornò a Udine dove insegnò per molti anni all'istituto Tecnico "Zanon" e al Liceo Scientifico di Udine, che in seguito prese il nome dallo studioso di geografia Giovanni Marinelli, del quale il Musoni fu allievo prediletto. Fu pure libero docente presso l'università di Padova. Collaborò inoltre alla pubblicazione dell'Enciclopedia Treccani. Come consigliere provinciale della provincia di Udine, volle fortemente il potenziamento della linea ferroviaria che da Cividale del Friuli portava a Caporetto.

## Opere e studi
Nei suoi studi dedicò particolare attenzione agli aspetti storici, geografici e tradizionali del Friuli, con particolare riguardo alle sue valli.
Fondò il Circolo Speleologico ed Idrologico Friulano e la rivista Mondo Sotterraneo, sulla quale pubblicò le sue ricerche. Degni di menzione sono pure i suoi studi storici sulle invasioni dei Turchi in Friuli. Fra i suoi numerosi scritti, molti dei quali eseguiti collaborando alla stesura di opere di rilevante contenuto scientifico e culturale, ricordiamo:
- Fra gli Sloveni di Montefosca[5]
- La Macedonia e la questione d'Oriente
- Studi antropologici sulle Prealpi Giulie (pubblicazione di alcuni fascicoli)
- La vita degli Sloveni, Palermo-Torino 1890
- Un po' di bibliografia resiana, PF VII, 1891
- Sulle incursioni dei Turchi in Friuli, PF V, 1892 (p. 145)
- Gli studi di folklore in Friuli, Udine 1894
- Le lotte delle nazionalità in Austria, Udine 1899
- Sull'etnologia antica del Friuli, Udine 1900
- Giovanni Marinelli geografo, Atti Acc. Sc. Lett. e Arti di Udine, 1900
- Giovanni Marinelli alpinista, 1900
- Studi speleologici e idrologici in Friuli, Udine 1903
- Le sedi umane nel bacino del Natisone, Firenze 1908
- Udine dalle origini al principio del secolo XX, Udine 1915
- Jugoslavia, Firenze 1923

Collaborò inoltre alla pubblicazione di: "Guida del Friuli", "Guida alle Prealpi Giulie" , "Popoli nel Mondo", "Enciclopedia Treccani".

## Intitolazioni
- Scuola materna "Francesco Musoni" di Sanguarzo di Cividale del Friuli
- Via F.Musoni a Cividale del Friuli
- Via F.Musoni a San Pietro al Natisone
- Via F. Musoni a Udine